# Oenothera parviflora
Oenothera parviflora là một loài thực vật có hoa trong họ Anh thảo chiều. Loài này được L. mô tả khoa học đầu tiên năm 1759.

## Hình ảnh

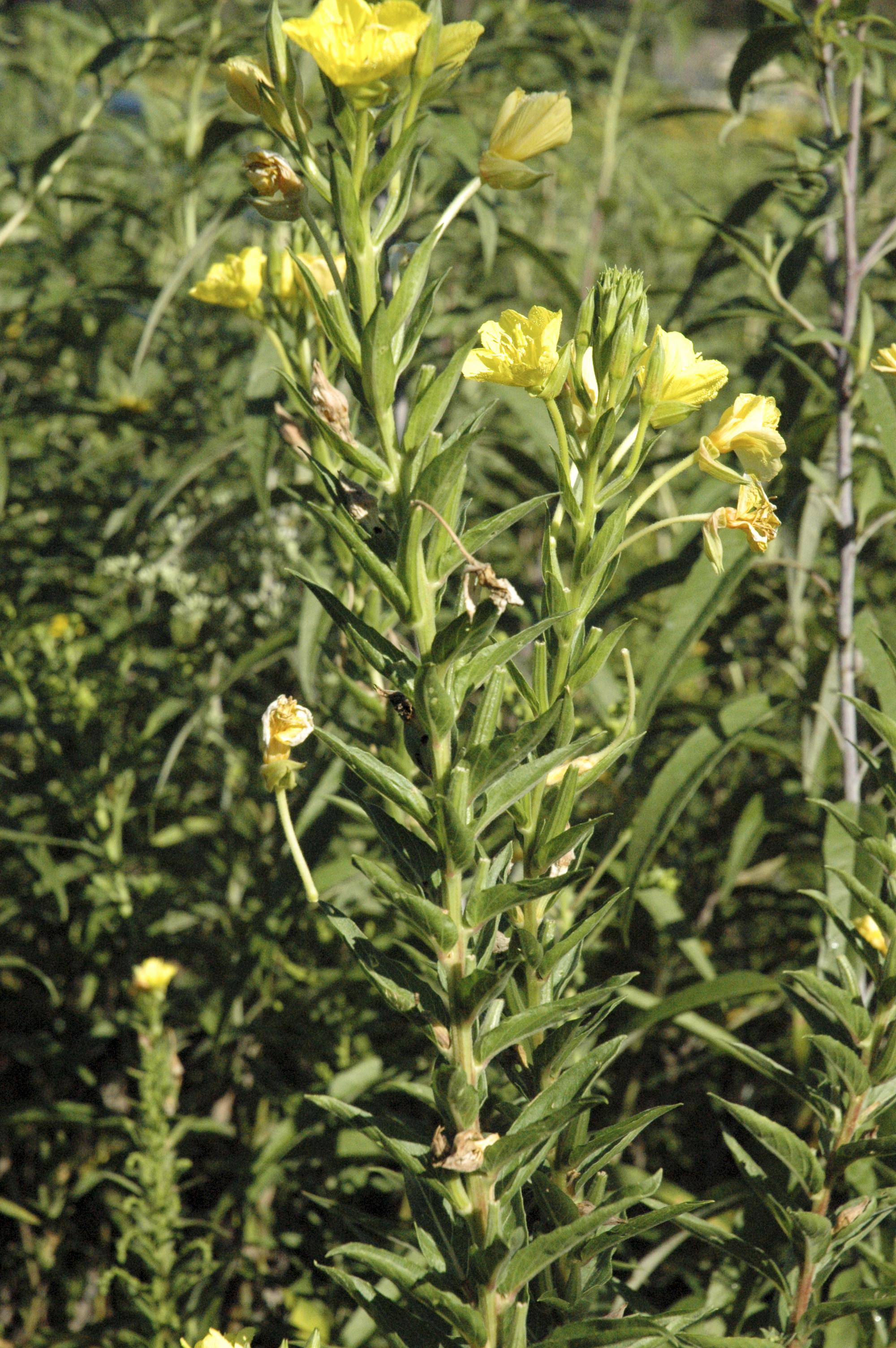
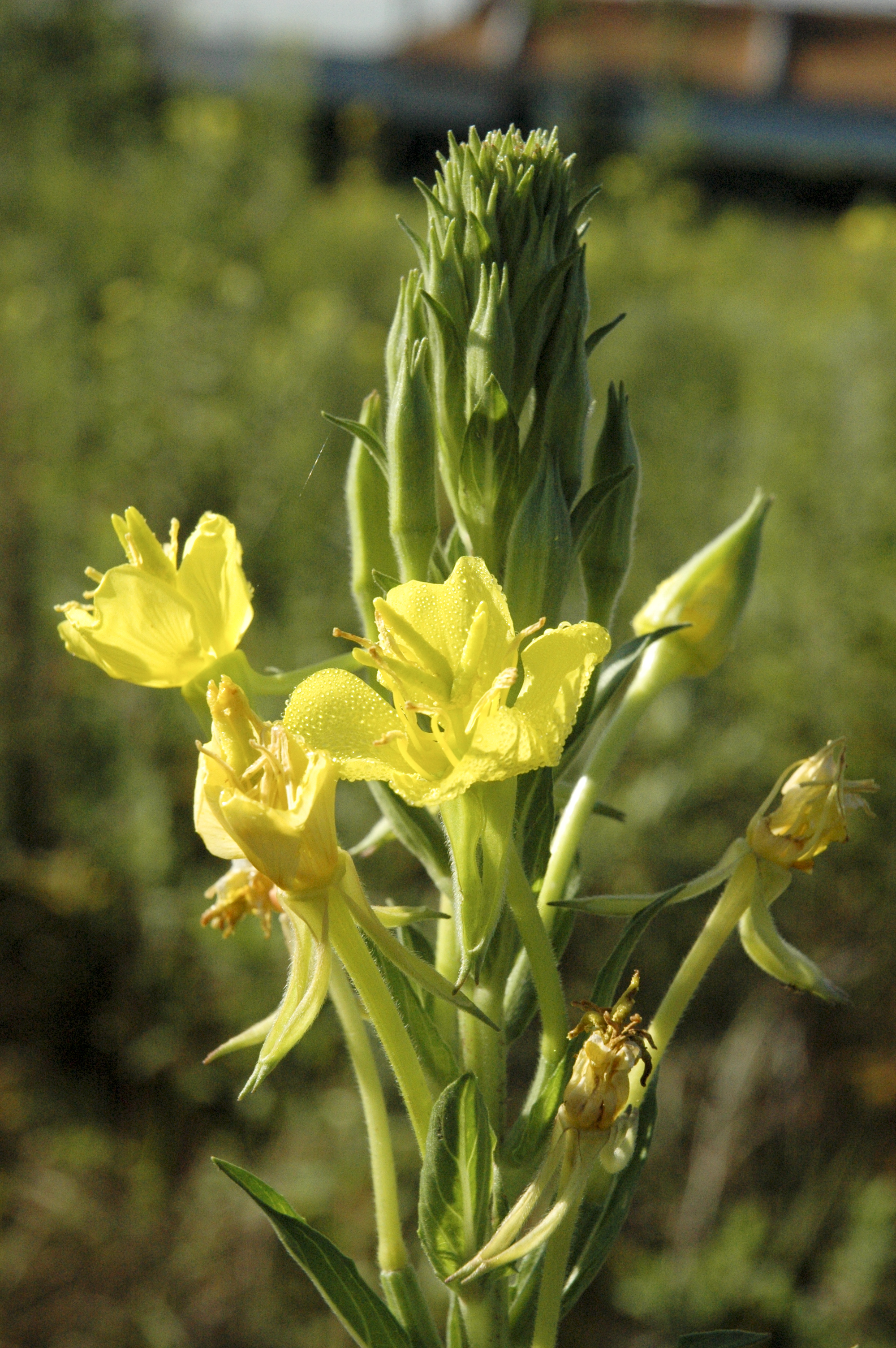
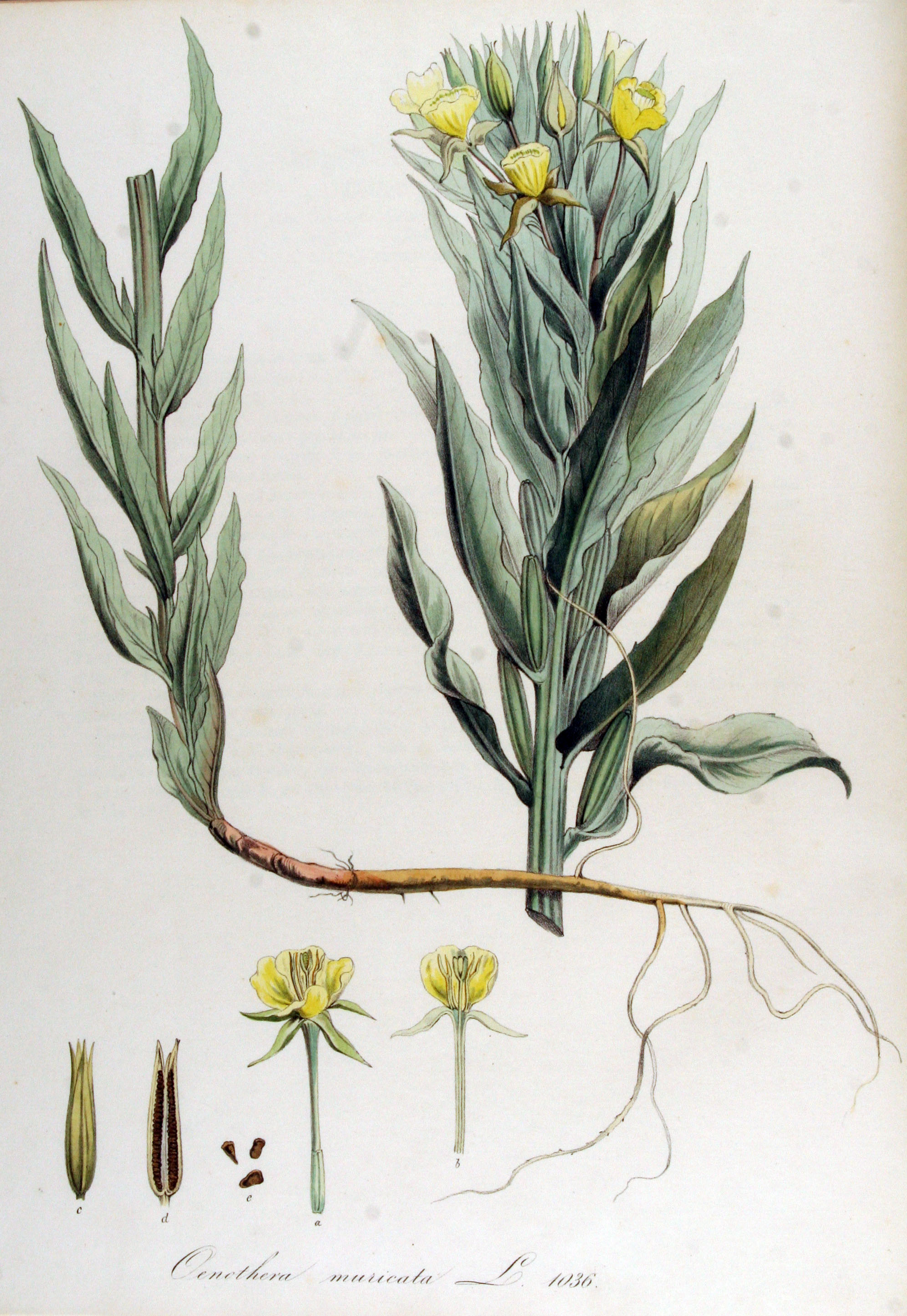
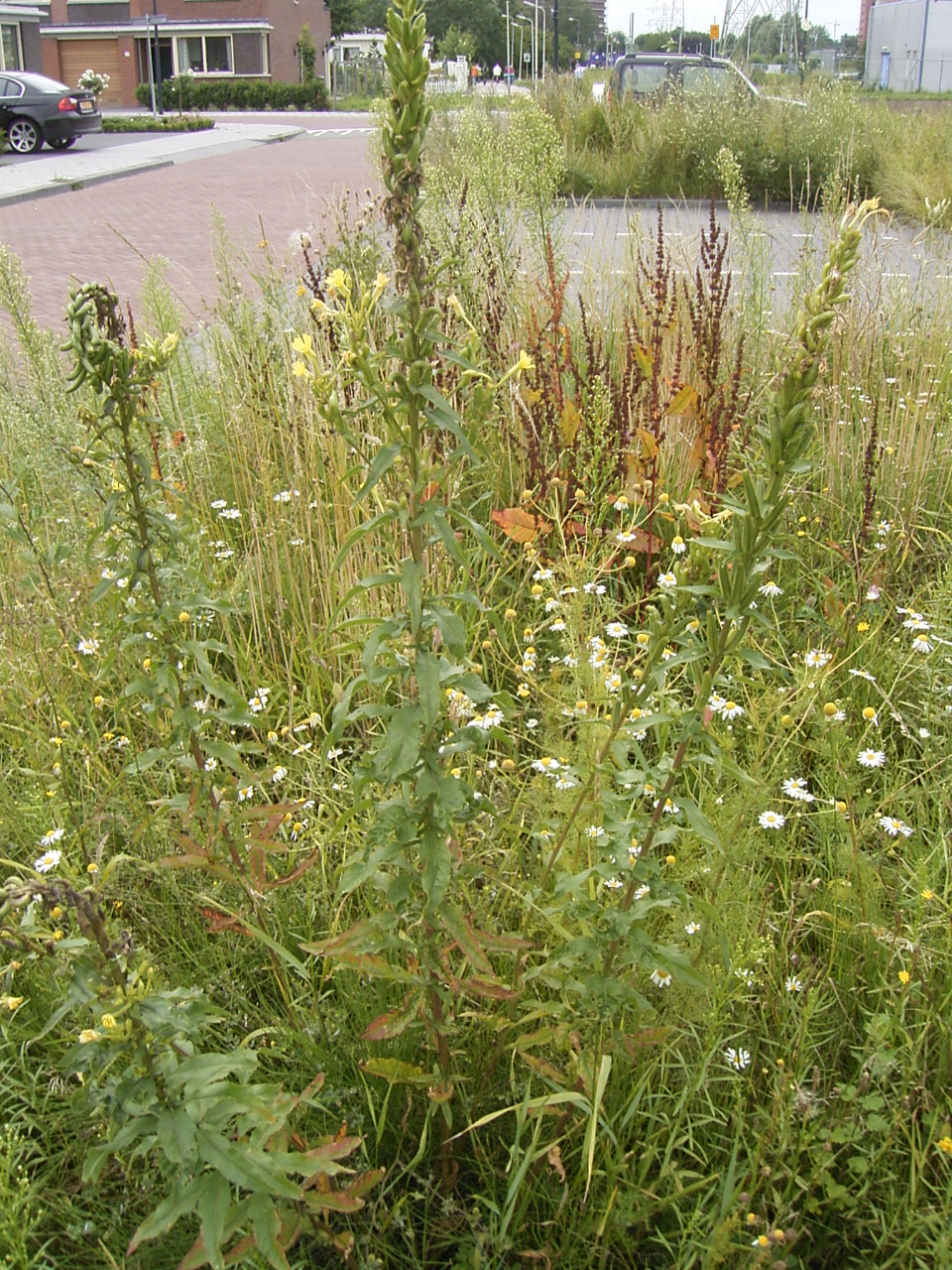